# شبکه تی‌وی۵
شبکه تی‌وی۵ (به انگلیسی: TV5 Network)، که همچنین با نام ای‌بی‌سی هم شناخته میشود، یک کانال تلویزیونی در فیلیپین است. مرکز پخش این شبکه در شهر ماندالویونگ قرار دارد.